# (Love Is) Thicker Than Water
Singles de Andy Gibb
I Just Want to Be Your Everything
(1977) Shadow Dancing
(1978)
Pistes de Flowing Rivers
Starlight Flowing Rivers
(Love Is) Thicker Than Water est une chanson disco d'Andy Gibb, sortie en 1977. 